# (19848) Yeungchuchiu
(19848) Yeungchuchiu est un astéroïde de la ceinture principale.

## Description
(19848) Yeungchuchiu est un astéroïde de la ceinture principale. Il fut découvert le 2 octobre 2000 à l'Observatoire Desert Beaver par William Kwong Yu Yeung. Il présente une orbite caractérisée par un demi-grand axe de 3,01 UA, une excentricité de 0,08 et une inclinaison de 11,1° par rapport à l'écliptique.

## Compléments